# Lockhartia latilabris
Lockhartia latilabris är en orkidéart som beskrevs av Charles Schweinfurth. Lockhartia latilabris ingår i släktet Lockhartia och familjen orkidéer. Inga underarter finns listade i Catalogue of Life.